# 서울 진관사 소장 독립신문류
진관사 소장 독립신문류는 2009년 5월 진관사 칠성각 해체·복원 작업 당시 내부 불단과 벽체 사이에서 발견된 유물이다. 독립신문류 등 총 5종 20점의 유물로 구성되어 있다. 2010년 2월 25일 대한민국의 국가등록문화재 제458호로 지정되었다. 당초 해당 문화재에는 3.1 운동 당시 쓰였던 것으로 추정되는 태극기가 포함되어 있었으나, 해당 태극기가 보물로 승격되면서 2021년 10월 25일 등록문화재 지정에서 해제되었다.

## 개요
진관사 소장 태극기는 1919년 제작된 것으로 추정되며, 《독립신문》,《자유신종보》 등의 각종 신문과 문건은 1919년 6월에서 12월 사이에 발행되었다. 진관사에 이러한 유물들이 보관된 이유는 근거 자료가 남아있지 않아 알 수 없으나, 사찰 측은 진관사와 인연이 깊은 승려이자 독립운동가인 백초월(1878~1944)스님이 연관되어 있다고 추정한다. 1919년 3·1운동 이후 국내 독립운동 상황과 태극기 변천 과정을 살필 수 있는 자료라는 점에서 가치가 있다.

## 등록 사유
2009년 5월에 서울시 은평구 소재 진관사(津寬寺) 칠성각(七星閣) 해체 보수과정에서 내부 불단과 벽체사이에 있던 태극기와 독립신문류 등 6종 21점의 유물이 발견되었다. 신문류의 발행일자가 1919년 6월~12월 사이에 분포하는 것으로 보아 동 자료는 1919년 3.1운동을 기점으로 진관사에서 활동하던 스님이 독립운동에 가담하며 확보한 자료로 추정된다.
자료 중, 태극기는 독립신문류를 감싼 채로 발견되었는데, 규격은 가로 89cm, 세로 70cm의 면직물에 재봉틀로 바느질되어 있으며 중앙에 약 32cm 직경의 태극문양, 네 귀에 건·곤·감·리의 4괘가 갖추어져 있다. 4괘의 위치가 1942년 대한민국 임시정부 국무위원회가 제정한 국기양식의 4괘와 동일하나 현재의 태극기와는 위치가 다르게 그려져 있어서 태극기 변천사에 귀중한 자료일 뿐만 아니라, 불교계 독립운동의 중요한 사례로서 자료적 가치가 크다.
독립신문류는 태극기에 싸인 채로 발견되었는데, «신대한(新大韓)» 3점, «독립신문(獨立新聞)» 4점, «조선독립신문(朝鮮獨立新聞)» 5점, «자유신종보(自由晨鍾報)» 6점, «경고문(警告文)» 2점으로 사학계에 보고되지 않은 새로운 자료도 포함되어 있다. 신문마다 태극기 도안과 태극기와 관련된 내용이 게재되어 있어 일제치하에서 독립을 염원하는 마음을 담고 있다. «신대한(新大韓)»은 단재 신채호가 주간이 되어 상해에서 창간한 독립신문이고 «독립신문(獨立新聞)»은 상해 임시정부의 기관지이며, «조선독립신문(朝鮮獨立新聞)»은 천도교 측 기획단에서 1919년 3월 1일 독립선언과 동시에 발행한 지하신문이고, «자유신종보(自由晨鍾報)»는 이번 진관사에서 처음 발견되어 세상에 처음 알려진 독립운동 관련 등사판 지하신문으로 『自治派 頂上에 一針을 下함』이란 제목으로 소위 '自治運動者'를 이완용·송병준·조중웅 등에 비유하면서 격렬하게 비판하는 사설을 담고 있음. «경고문(警告文)»은 완전한 대한독립에 대한 확신으로 독립투쟁을 끝까지 실행하자고 호소하는 전단성격의 문건이다.
이렇게 귀중한 독립운동과 관련된 자료가 같은 장소에서 일괄적으로 발견되었다는데 그 의미가 클 뿐만 아니라, 1919년 3.1운동 이후 6월에서 12월까지 중국과 국내에서의 항일독립운동 연구를 보완할 수 있는 중요한 자료로서의 가치가 크다.

## 유물 목록
| 연번 | 명칭                              | 수량     | 규격(cm)             | 제작시기       | 제작사 (발행처)   |
| ---- | --------------------------------- | -------- | -------------------- | -------------- | ----------------- |
| 2    | 독립신문류                        | 5종 20점 | -                    | 1919.6월~ 12월 | -                 |
| -1   | 신대한(新大韓) 제1호              | 1점      | 37.2×54.5, 4면, 인쇄 | 1919.10.28(화) | 신대한신문사      |
| -2   | 신대한(新大韓) 제2호              | 1점      | 37.5×54.0, 4면, 인쇄 | 1919.11.3(월)  | 신대한신문사      |
| -3   | 신대한(新大韓) 제3호              | 1점      | 36.5×55.0, 4면, 인쇄 | 1919.11.12(수) | 신대한신문사      |
| -4   | 독립신문(獨立新聞) 제30호         | 2점      | 38.5×54.0, 4면, 인쇄 | 1919.11.27(목) | 대한민국 임시정부 |
| -5   | 독립신문(獨立新聞) 제32호         | 2점      | 38.5×54.0, 4면, 인쇄 | 1919.12.25(목) | 대한민국 임시정부 |
| -6   | 조선독립신문(朝鮮獨立新聞) 호외   | 1점      | 33.2×24.0, 1면, 등사 | -              | 보성사 창간       |
| -7   | 조선독립신문(朝鮮獨立新聞) 제32호 | 1점      | 33.0×24.0, 1면, 등사 | 1919.6.6(금)   | 보성사 창간       |
| -8   | 조선독립신문(朝鮮獨立新聞) 제40호 | 1점      | 31.5×22.5, 1면, 등사 | 1919.8.12(화)  | 보성사 창간       |
| -9   | 조선독립신문(朝鮮獨立新聞) 제41호 | 1점      | 33.2×24.0, 1면, 등사 | 1919.8월       | 보성사 창간       |
| -10  | 조선독립신문(朝鮮獨立新聞) 제42호 | 1점      | 33.2×24.0, 1면, 등사 | 1919.8.20(화)  | 보성사 창간       |
| -11  | 자유신종보(自由晨鍾報) 제4호      | 1점      | 32.5×23.5, 1면, 등사 | 1919년 추정    | -                 |
| -12  | 자유신종보(自由晨鍾報) 제7호      | 1점      | 33.0×24.0, 1면, 등사 | 1919.9.19(금)  | -                 |
| -13  | 자유신종보(自由晨鍾報) 제12호     | 4점      | 31.5×23.0, 1면, 등사 | 1919.10.6(월)  | -                 |
| -14  | 경고문(警告文)                    | 2점      | 32.5×24.2, 2면, 등사 | 1919.6월       | 조선노동 회경성단 |

### 해제 문화재 목록
| 연번 | 명칭   | 수량    | 규격(cm) | 제작시기    | 제작사 (발행처) |
| ---- | ------ | ------- | -------- | ----------- | --------------- |
| 1    | 태극기 | 1종 1점 | 89×70    | 1919년 추정 | -               |

## 같이 보기
- 진관사
- 태극기
- 독립신문
- 3·1운동

## 참고 자료
- 서울 진관사 소장 독립신문류 - 국가유산청 국가유산포털